# Potres u Pompejima 62.
Dana 5. veljače 62., potres procijenjene magnitude između 5 i 6 i najvećeg intenziteta od IX ili X na Mercallijevoj ljestvici pogodio je gradove Pompeje i Herkulanej, i ozbiljno ih je oštetio. Potres je možda bio preteča erupcije Vezuva 79. godine nove ere, koja je uništila ista dva grada. Suvremeni filozof i dramaturg Seneka Mlađi napisao je prikaz potresa u šestoj knjizi svojih Naturales quaestiones pod naslovom De Terrae Motu (O potresima).

## Geološka postavka
Epicentar potresa nalazi se unutar zone aktivnog ekstenzijskog rasjeda, ali blizu južnog ruba Vezuva. Analiza žarišnih mehanizama iz područja oko Vezuva ukazuje na to da aktivno rasjedanje u tom području uključuje normalne rasjede s kosim klizanjem u smjeru SZ–JI i SI–JZ i normalne rasjede s trendom I–Z, dio zone aktivnog proširenja koja se proteže cijelom dužinom planinskog lanca Apenina, povezano s kontinuiranim otvaranjem Tirenskog mora. Predložena je povezanost između potresa u središnjim Apeninima i erupcija Vezuva, ali još nije dokazana.

## Datum
Postoji određena nejasnoća u pogledu godine ovog potresa. Seneka, koji je pisao ubrzo nakon događaja, opisuje da se potres dogodio za vrijeme konzulstva Memija Regula i L. Virginija Rufa, što bi sugeriralo da je godina bila 63. godine. Nasuprot tome, Tacit, koji je pisao četrdesetak godina kasnije, opisuje da se to dogodilo za vrijeme konzulstva P. Mariusa Celsusa i L. Asiniusa Gallusa, što ukazuje na 62. godinu. Stranica za ovaj događaj u mrežnom Katalogu jakih potresa u Italiji (461. pr. Kr. – 1977.) raspravlja o ovoj diskrepanciji i smatra da je 62. godina vjerojatniji datum.

## Karakteristike
Opseg štete korišten je za procjenu magnitude potresa. Procjene se kreću u rasponu od oko 5 do 6,1. Procjenjuje se da je maksimalni intenzitet bio u rasponu od IX do X,, a područje najvećeg intenziteta bilo je izduženo u smjeru WNW–ESE. Zabilježeno je da je podrhtavanje potresa trajalo nekoliko dana, što se vjerojatno odnosilo na niz naknadnih potresa. Procjenjuje se da je hipocentar bio u rasponu 5-6 km.
Potres je vjerojatno bio preteča obnovljene aktivnosti Vezuva 79. godine, nakon dugog razdoblja mirovanja.

## Šteta
Gradovi Pompeji i Herculaneum pretrpjeli su veliku štetu, a šteta na nekim zgradama također je prijavljena iz Napulja i Nocere Inferiore. Seneka je izvijestio o smrti stada od 600 ovaca koju je pripisao učincima otrovnih plinova.
Kuća Lucija Cecilija Jukunda u Pompejima, kasnije uništena erupcijom Vezuva u n.e. 79, sadržavala je bareljefe koji pokazuju štetu gradu i njegovom Jupiterovom hramu tijekom potresa 62. Vlasnik kuće, Lucius Caecilius Iucundus, možda je umro tijekom potresa.

## Posljedica
Šteta prouzročena glavnim udarom i nizom potresa koji su uslijedili barem je djelomično popravljena u Pompejima i Herkulaneumu do erupcije 79. godine. Par bareljefa, vjerojatno iz lararija u kući Lucija Cecilija Iukunda u Pompejima, tumači se kao prikaz učinaka potresa na strukture uključujući Jupiterov hram, Cezarov akvarij i Vezuvska vrata.
Potres je naveo rimskog filozofa, državnika i dramatičara Seneku Mlađeg da šestu knjigu svojih Naturales quaestiones posveti temi potresa, opisujući događaj od 5. veljače i navodeći kao uzrok potresa kretanje zraka.

## Vanjske poveznice
- (tal.) Stranica o potresu u Pompejima 62. iz CFTI5 kataloga jakih potresa u Italiji (461. pr. Kr. – 1997.) i Sredozemnom području (760. pr. Kr. – 1500.) Guidoboni E., Ferrari G., Mariotti D., Comastri A., Tarabusi G., Sgattoni G., Valensise G. (2018.)

[[Kategorija::Prirodne katastrofe u 1. stoljeću]]